# Senua’s Saga: Hellblade II
Senua’s Saga: Hellblade II — компьютерная игра в жанре action-adventure, разработанная Ninja Theory и выпущенная Xbox Game Studios для Windows и Xbox Series X/S в 2024 году. Является прямым продолжением игры Hellblade: Senua’s Sacrifice, вышедшей в 2017 году. Игра была анонсирована во время The Game Awards 2019. 

## Сюжет
Действие Hellblade II разворачивается после событий первой части, в конце VIII века нашей эры. Исландские викинги устраивают набеги на Оркнейские острова, захватывая пленников-пиктов и увозя с собой. Душевнобольная воительница Сенуа намеренно попадает в число этих пленников — она хочет попасть туда, откуда приходят викинги, и убить их вождя. Корабль терпит крушение, но Сенуа удаётся завладеть мечом и взять в плен викинга Торгестра — сына местного правителя, известного просто как Годи. Ближайшую деревню Фрейслауг разорили «драугры» — фанатичные убийцы-людоеды. Сенуа удаётся спасти шамана Фаргримра — драугры хотели принести его в жертву хищной великанше Иллтауге, которой поклоняются как богу. Сама великанша появляется перед Сенуа на пути в Рёйдхоулар, родную деревню шамана, и обращается к героине по имени со словами «Мы чудовища». Фаргримр объясняет Сенуа, что великаны появились после извержения вулкана Аскья: по мнению шамана, этот катаклизм разрушил барьер между миром людей и Ётунхеймом, царством великанов. Отец Торгестра, правящий островом из крепости Боргарвирки в глубине острова, откупается от великанов человеческими жертвами: для этого викингам и нужны пленники.
Людям не под силу убить великана, но Фаргримр предлагает Сенуа обратиться к «Сокрытому народу» — таинственным созданиям, живущим глубоко в пещерах. Сенуа находит вход в пещеры и спускается под землю, проходя множество головоломок и испытаний. Сокрытый народ раскрывает Сенуа тайну Иллтауги — прежде она была человеком, но после извержения вулкана Аскья пепел закрыл небо и засыпал поля; наступил голод, и люди начали убивать и пожирать друг друга. Отчаявшаяся мать оставила своего младенца в пещере, чтобы о нём позаботился Сокрытый народ, а сама «заключила договор» с вулканом и обратилась в великаншу. Сенуа находит в пещере останки младенца и на них брошь с настоящим именем Иллтауги — Ингунн. С помощью Фаргримра Сенуа попадает в логово Иллтауги, разрубает сковывающие великаншу цепи и отдает ей останки ребёнка, называя человеческим именем «Ингунн». Ей удаётся умиротворить существо, и Иллтауга засыпает и обращается в камень.
Сенуа, Торгестр и Фаргримр направляются в Боргарвирки, но по пути посещают поселение Бардарвик, которым правит воительница Астрид. Бардарвик тоже терроризирует великан, но другой, по имени Сьяварисси — это чудовище выходит из моря, и его сопровождает дождь и буря. Сенуа вновь получает помощь и от Астрид, и от Сокрытого народа, выяснив, что и этот великан прежде был человеком: он предал отца Астрид бьоргам — людям Годи, а после смерти в море обратился в великана. На Бардарвик нападают преследующие Сенуа драугры, но героям удаётся отбиться. Сенуа с жителями Бардарвика строит план по уничтожению Сьяварисси — выманивают его из пещеры у моря, и Сенуа, как и раньше с Иллтаугой, одерживает над ним верх, назвав настоящим человеческим именем. Герои уже вчетвером, включая Астрид, продолжают путь в Боргарвирки. Они проходят через лес Ярнвиор, в котором обитает некое тёмное присутствие. Отряд рассыпается и едва не погибает, но Сенуа удаётся собрать товарищей и вести дальше.
Герои прибывают к Боргарвирки и освобождают рабов, привязанных перед крепостью как дань великанам. Торгестр проводит Сенуа к своему отцу Годи, но тот отказывается верить, что Сенуа умеет побеждать великанов, и приказывает принести в жертву её саму — приближается Тиран, король великанов. Сенуа удаётся освободиться, и она вновь с помощью Сокрытого народа и Торгестра, которого отец пронзает мечом, находит разгадку происходящему на острове: Годи и есть Тиран. Торгестр сообщает Сенуа настоящее имя Годи — Алейв. Он возглавил исландцев в голодные годы после извержения Аскьи, а потом не пожелал расставаться с обретённой властью. Чтобы удержать её, Годи «сотворил» великанов, а себя выставил единственным защитником от этой угрозы. Сенуа сражается с Годи и разоблачает его ложь. Оказавшись в роли спасительницы острова, Сенуа борется с искушением — не взять ли власть в свои руки и полностью контролировать подданных, обеспечивая им безопасность, а взамен получая почитание, любовь и страх. Она вспоминает собственного отца, такого же жестокого вождя пиктов, и преодолевает искушение — «её история не высечена в камне. Выбор есть всегда».

## Разработка
Senua’s Saga: Hellblade II была официально анонсирована 13 декабря 2019 года в рамках церемонии награждения The Game Awards 2019. Игра разработана на новейшем игровом движке Unreal Engine 5 и использует передовые технологии, доступные для Xbox Series X/S и ПК. По словам Главы Xbox Фила Спенсера, показанные кадры из первого трейлера были полностью записаны на движке игры. Проект разрабатывался эксклюзивно для игровых платформ Xbox Series X/S и Windows. По состоянию на декабрь 2019 года игра находилась на ранней стадии разработки без ориентировочной даты выхода. За музыкальное сопровождение игры отвечает группа Heilung. В июне 2023 года разработчики показали геймплейный трейлер и объявили приблизительную дату выхода игры — 2024 год. В январе 2024 года на конференции Xbox Developer Direct студия Ninja Theory объявила, что релиз игры состоится 21 мая 2024 года. Кроме того, разработчики сообщили, что игра не будет выпущена на физических носителях и будет иметь такую же продолжительность, как и её предшественница.
23 июня во время Xbox Game Showcase стало известно, что Hellblade II покажет своё виденье шаманизма, а основным местом действия станет Исландия.

## Отзывы и продажи
| Сводный рейтинг       | Сводный рейтинг           |
| Агрегатор             | Оценка                    |
| --------------------- | ------------------------- |
| Metacritic            | (PC) 81/100 (XSXS) 81/100 |
| «Критиканство»        | 74/100                    |
| Иноязычные издания    |                           |
| Издание               | Оценка                    |
| Digital Trends        | [ 19 ]                    |
| Edge                  | 4/10                      |
| Eurogamer             | [ 21 ]                    |
| Game Informer         | 9/10                      |
| GameSpot              | 6/10                      |
| GamesRadar+           | [ 24 ]                    |
| Hardcore Gamer        | [ 25 ]                    |
| IGN                   | 8/10                      |
| NME                   | [ 27 ]                    |
| PCGamesN              | 9/10                      |
| PC Gamer (US)         | 58/100                    |
| Shacknews             | 9/10                      |
| VG247                 | [ 31 ]                    |
| VideoGamer            | 9/10                      |
| Video Games Chronicle | [ 33 ]                    |
| Русскоязычные издания |                           |
| Издание               | Оценка                    |
| StopGame.ru           | Похвально                 |

По данным агрегатора рецензий Metacritic, игра получила «преимущественно положительные» отзывы прессы.
Рецензент Eurogamer Джонни Кьодини назвал игру «триумфальным возвращением к непростой истории». По его мнению, это уже не рассказ о борьбе одного человека с психической болезнью, а «великое и опасное приключение», где в центре внимания — люди, с которыми сталкивается Сенуа, и её отношения с ними. По его мнению, Фурии — голоса-галлюцинации, преследующие героиню — в большей степени находятся на её стороне, поддерживают и даже защищают, пусть происходящее и напоминает  «АСМР-сценарий, где все втайне тебя ненавидят». Кьодини отмечал, что игра совершенно не сдерживается в изображении жестокостью и насилия. Временами она превращается в полноценные ужасы, от которых рецензенту становилось не по себе — он особенно выделял в этом плане сегмент игры, заставляющий вспомнить фильм «Спуск».